# Abies fabri
Abies fabri е вид ела от семейство Борови (Pinaceae). Видът е уязвим и сериозно застрашен от изчезване.

## Разпространение
Разпространен е в Китай, провинция Съчуан.